# Faulkton (Dakota del Sur)
Faulkton es una ciudad ubicada en el condado de Faulk en el estado estadounidense de Dakota del Sur. En el Censo de 2010 tenía una población de 736 habitantes y una densidad poblacional de 280,52 personas por km².

## Geografía
Faulkton se encuentra ubicada en las coordenadas 45°2′3″N 99°7′36″O / 45.03417, -99.12667. Según la Oficina del Censo de los Estados Unidos, Faulkton tiene una superficie total de 2.62 km², de la cual 2.62 km² corresponden a tierra firme y (0%) 0 km² es agua.

## Demografía
Según el censo de 2010, había 736 personas residiendo en Faulkton. La densidad de población era de 280,52 hab./km². De los 736 habitantes, Faulkton estaba compuesto por el 97.15% blancos, el 0.41% eran afroamericanos, el 0.41% eran amerindios, el 0.14% eran asiáticos, el 0% eran isleños del Pacífico, el 0.14% eran de otras razas y el 1.77% pertenecían a dos o más razas. Del total de la población el 1.77% eran hispanos o latinos de cualquier raza.